# Arquebisbat de Benevent

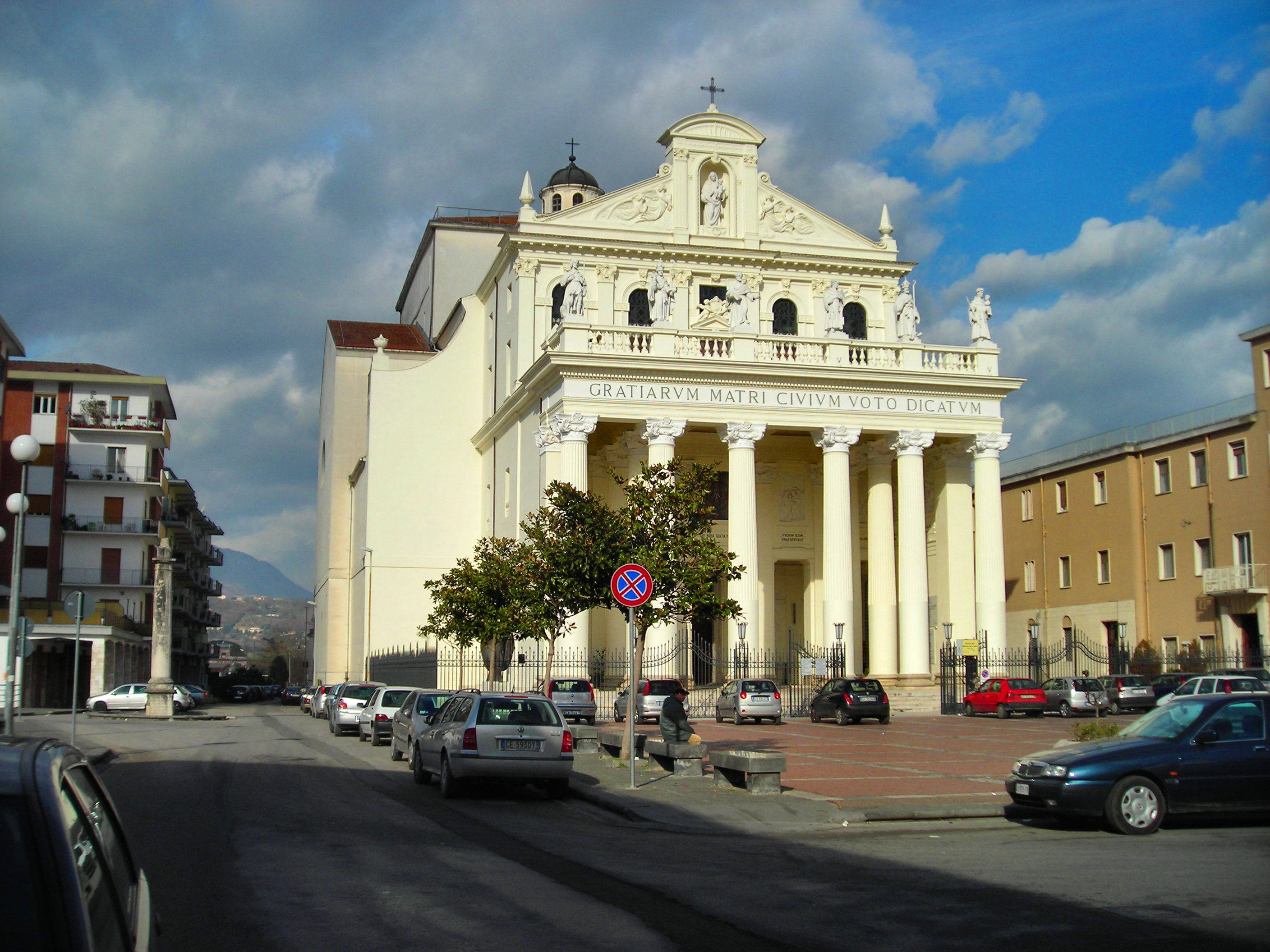
La basílica de la Madonna delle Grazie a Benevento.

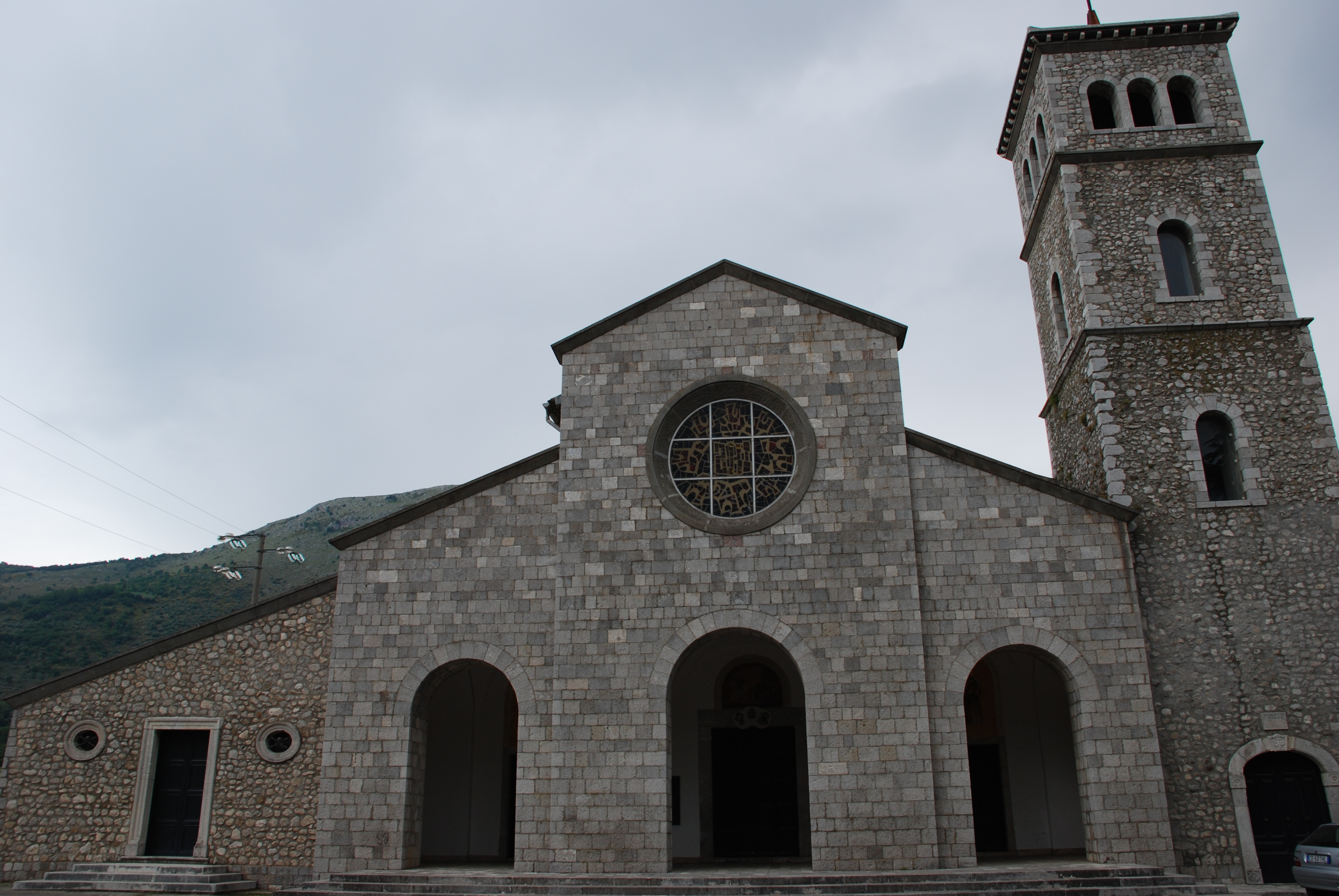
La basílica de la Santissima Annunziata de Vitulano, anomenada popularment "chiesa di Sant'Antonio".

L'arquebisbat de Benevent (italià: Arcidiocesi di Benevento; llatí: Archidioecesis Beneventana) és una seu metropolitana de l'Església catòlica que pertany a la regió eclesiàstica Campània. El 2012 sumava amb 270.000 batejats al voltant de 272.000 habitants. Actualment està dirigida per l'arquebisbe Andrea Mugione.

## Territori
L'arxidiòcesi comprèn la ciutat de Benevent i els municipis d'Arpaise, San Bartolomeo in Galdo, Montemiletto, Pietradefusi, Pietrastornina, Reino, Fragneto l'Abate, Santa Croce del Sannio, San Giorgio la Molara, Cervinara, San Giorgio del Sannio, Roccabascerana, San Nicola Manfredi, Paduli, Petruro Irpino, Lapio, Foglianise, Torre Le Nocelle, Vitulano, Sant'Angelo a Cupolo, Pago Veiano, Torrecuso, Calvi, Colle Sannita, Ceppaloni, San Lupo, Montefusco, Baselice, San Leucio del Sannio, Morcone, San Marco dei Cavoti, Pannarano, Altavilla Irpina, Apollosa, Montefalcione, Montesarchio, San Nazzaro, Tufo, Apice, Pietrelcina, Molinara, Paupisi, Cautano, Colle Sannita, Venticano, Sant'Arcangelo Trimonte, San Martino Sannita, Sassinoro, Torrioni, Bonea, Campoli del Monte Taburno, Buonalbergo, Castelpoto, Castelvetere in Val Fortore, Santa Paolina, Chianche, Montecalvo Irpino, Paolisi, San Martino Valle Caudina, Tocco Caudio, Fragneto Monforte, Circello, Rotondi, Foiano di Val Fortore, Campolattaro, Castelpagano, Pesco Sannita i Pontelandolfo.
La seu arxiepiscopal es troba a la ciutat de Benevent, on es troba la catedral de Santa Maria de Episcopio.
El territori s'estén sobre 1.691 km² i està dividit en 117 parròquies, agrupades en 9 zones pastorals: Benevento, Miscano, Belvedere, Irpina, Sabatina, Caudina, Vitulanese, Tammaro i Fortorina.

## La província eclesiàstica
La província eclesiàstica de Benevent comprèn les següents diòcesis sufragànies:
- Bisbat d'Ariano Irpino-Lacedonia,
- Bisbat d'Avellino,
- Bisbat de Cerreto Sannita-Telese-Sant'Agata de' Goti,
- Arquebisbat de Sant'Angelo dei Lombardi-Conza-Nusco-Bisaccia,
- Abadia territorial de Montevergine.

## Història
Només al voltant de fa quatre segles, es va descobrir que l'església de Benevent va tenir origen apostòlic.
L'escriptor eclesiàstic beneventí, Mario Viper, ardiaca de la Metropolitana, al Catalogus Sanctorum Ecclesiae Beneventanae (1635) i a la Chronologia episcoporum et archiepiscoporum metropolitanae ecclesiae beneventanae (1636), afirma que, «antiqua traditione et ex maiorum nostrorum traditione», el primer bisbe per ser va ser san Fotino, grec, enviat per Sant Pere l'any 40. No obstant això, no tots els bisbes ex antiqua traditione tenen una base històrica i documental.
L'ordinari de Benevent Landolfo va ser el primer que va rebre el títol d'arquebisbe metropolità amb la butlla Cum certum sit del papa Joan XIII del 26 de maig de 969. Els arquebisbe gaudien de privilegis especials: va segellar els seus diplomes amb segell de plom, com a la Cúria romana, i com el mateix Papa, usava el camauro i a les santes visites es feia precedir de la santíssima eucaristia.
L'ús del camauro, i la prerrogativa d'anar precedit de l'Euearistia, van ser derogades l'any 1466, amb l'arquebisbe Niccolò Piccolomini i sota el pontificat del papa Pau II.
L'arxidiòcesi, en el transcurs del temps, va arribar a tenir fins a 32 diòcesis sufragànies: Acquaputrida, Sant'Agata dei Goti, Alife, Ariano, Ascoli, Avellino, Boiano, Bovino, Dragonara, Fiorentino, Frigento, Guardalfieri, Larino, Lesina, Limosano, Lucera, Montecorvino, Montemarano, Ordona, Quintodecimo, Sepino, Sessola, Telese, Termoli, Tocco Caudio, Tortivoli, Trivento, Trevico, Troia, Viccari i Volturara. Durant un temps, del 668 al 1034, el govern pastoral de l'església de Siponto va ser confiat a l'arquebisbe de Benevent.
Després, els bisbes sufraganis es van reduir a 24, a començament del segle xii o al consell provincial d'Ugone Guidardi del 1374, com es va tallar a les portes de bronze de la catedral de Benevent.
D'aquesta vasta regió eclesiàstica, que s'estenia des del mar Tirrè a l'Adriàtic, van passar a formar part de cinc províncies: Benevent, Caserta, Campobasso, Foggia i Avellino, gairebé representant el ducat de Benevent, després de la divisió dels de Càpua i Salern.
Les esglésies sufragànies després van ser reduïdes a tretze, que es va mantenir en vigor fins al final de la Segona Guerra Mundial: Sant'Agata de 'Goti, Ariano, Ascoli i Cerignola, Avellino, Boiano, Bestiar, Cerreto (Telese), Larino, Lucera, Montevergine, Piedimonte (Alife), Sant Sever i Termoli.
Dos cardenals, arquebisbes de la ciutat, van arribar al tron pontifici: Pau III i Benet XIII. La ciutat de Benevent, a més, ha vist néixer a tres papes, Gregori VIII, Fèlix IV i Víctor III.

## Cronologia episcopal
- San Gennaro † (? - 305 mort)
- Teofilo † (citat el 313)
- San Doro I (?) † (citat el 320)
- Sant'Apollonio † (citat el 326)
- San Cassiano (?) † (citat el 340)
- San Gennaro II † (citat el 343)
- Liniano I † (citat el 369 aprox.)
- Sant'Emilio † (405)
- San Giovanni I † (415 - 448 mort)
- San Doro II † (448 - finals de 450)
- San Tammaro † (citat el 465)
- San Sofo † (? - 490 mort)
- Epifanio † (494 - 499)
- Felice I (?) † (citat el 520 aprox.)
- San Marciano † (citat el 533)
- San Zeno o Zosimo † (citat el 543)
- Felice II † (citat el 585)
- Liniano II † (citat el 591)
- Davide † (citat el 600)
- Barbaro † (citat el 602)
- Alfano † (citat el 615)
- Ildebrando † (652 - aprox. 663 mort)
- San Barbato † (663 - 682 mort)
- Beato Giovanni II † (684 - 716)
- Totone † (citat el 733)
- Monoaldo † (citat el 743)
- Giovanni III † (citat el 748)
- Davide II † (787 - ?)
- Gutto † (825 - 833 mort)
- Orso † (833 - ?)
- Ermerisso † (inicis de 839 - 845)
- Giovanni IV † (845 - ?)
- Giovanni V † (852 - ?)
- Aione † (871 - 886)
- Pietro † (887)
- Giovanni VI † (910 - 914)
- Giovanni VII † (943 - 956)
- Landolfo I † (956 - 983 mort)
- Alone † (983)
- Alfano † (985 - 1001)
- Alfano II † (1001 - 1045 mort)
- Maldefrido † (1045 - 1053)
- Ouldarico † (1053 - 1069)
- Aurelio † (aprox. 1071 - aprox. 1074 mort)
- San Milone † (1074 - 23 de febrer de 1076 mort)
- Roffredo I † (1076 - aprox. 1107 mort)
- Landolfo II † (1108 - 1119 mort)
- Roffredo II † (1120 - 1130)
- Landolfo de Garderisio † (1130 - 1132)
- Gregorio † (1130 - 1145)
- Roseola † (1145 - 1146)
- Pietro II † (1147 o 1148 - 1155 mort)
- Enrico † (1157 - 1170)
- Lombardo † (1171 - 1177/1179 dimití)
- Ruggiero, O.S.B. † (1179 - 1221 mort)
- Ugolino de Comite † (1221 - aprox. 1251 mort)
- Capoferro † (1252 - finals de 1280 mort)
- Giovanni di Castrocielo, O.S.B. † (17 de juny de 1282 - 13 d'octubre de 1294 nomenat administrador apostòlic)
  - Giovanni di Castrocielo, O.S.B. † (13 d'octubre de 1294 - 22 de febrer de 1295 mort) (administrador apostòlic)
- Giovanni X † (2 d'octubre de 1295 - 2 de gener de 1301 nomenat arquebisbe de Càpua)
- Adenolfo † (2 de gener de 1301 - 1302 dimití)
- Beato Giacomo da Viterbo, O.E.S.A. † (3 de setembre de 1302 - desembre de 1302 nomenat arquebisbe de Nàpols)
- Monaldo Monaldeschi, O.F.M. † (de desembre de 1302 - 1331 mort)
- Arnaldo de Brusaco, O.F.M. † (10 de gener de 1332 - 1344 mort)
- Guglielmo Isnardi, O.F.M. † (3 de març de 1344 - 1346 mort)
- Stefano Dupin † (16 d'octubre de 1346 - 1350 mort)
- Pietro Dupin † (18 de novembre de 1350 - 1360 mort)
- Geraud † (4 de desembre de 1360 - ?)
- Guillaume Bourgeois † (1362 - ? mort)
- Ugone da Bruxeo, O.P. † (22 de març de 1363 - ? mort)
- Ugone Guidardi † (19 de novembre de 1365 - 1378 ?)
- Francesco Uguccione † (1383 - 28 d'agost de 1384 nomenat arquebisbe de Bordeus)
- Nicolò Zanasio † (1384 - 1384 nomenat arquebisbe de Nàpols)
- Donato d'Aquino † (1385 - 8 d'abril de 1426 mort)
- Paolo Capranica † (16 de juny de 1427 - 31 de desembre de 1428 mort)
- Gaspare Colonna † (7 de gener de 1429 - 4 de juliol de 1435 mort)
- Astorgio Agnesi † (8 de febrer de 1436 - 10 d'octubre de 1451 mort)
- Giacomo della Ratta † (13 d'octubre de 1451 - 1460 deposat)
- Alessio de Cesari † (22 de març de 1462 - 31 de juliol de 1464 mort)
- Niccolò Piccolomini † (3 d'agost de 1464 - 21 d'octubre de 1467 mort)
- Corrado Capece † (30 d'octubre de 1467 - 1482 mort)
- Leonardo Grifo † (23 de setembre de 1482 - d'octubre de 1485 mort)
- Lorenzo Cybo de Mari † (5 de desembre de 1485 - 20 de gener de 1503 dimití)
- Ludovico Podocataro † (20 de gener de 1503 - 8 de gener de 1504 nomenat administrador apostòlic)
  - Ludovico Podocataro † (8 de gener de 1504 - 25 d'agost de 1504 mort) (administrador apostòlic)
  - Galeotto Franciotti della Rovere † (30 d'agost de 1504 - 11 de setembre de 1507 mort) (administrador apostòlic)
  - Sisto Gara della Rovere † (11 de setembre de 1507 - 6 de març de 1514 dimití) (administrador apostòlic)
  - Alessandro Farnese el Vell † (6 de març de 1514 - 31 d'agost de 1522 dimití) (administrador apostòlic)
- Alfonso Sforza di Santa Fiora † (31 d'agost de 1522 - ? mort)
  - Alessandro Farnese el Vell † (? - 12 de gener de 1530 dimití, després elegit papa amb el nom de Pau III) (administrador apostòlic)
- Francesco Della Rovere † (12 de gener de 1530 - 2 d'abril de 1544 dimití)
- Giovanni Della Casa † (2 d'abril de 1544 - 14 de novembre de 1556 mort)
  - Alessandro Farnese el jove † (22 de novembre de 1556 - 16 de gener de 1560 dimití) (administrador apostòlic)
- Giacomo Savelli † (26 de gener de 1560 - 17 de maig de 1574 dimití)
- Massimiliano Palombara † (17 de maig de 1574 - 23 de gener de 1607 mort)
- Pompeo Arrigoni † (7 de febrer de 1607 - 4 d'abril de 1616 mort)
- Alessandro di Sangro † (2 de maig de 1616 - 18 de febrer de 1633 mort)
- Agostino Oreggi † (28 de novembre de 1633 - 12 de juliol de 1635 mort)
  - Sede vacante (1635-1642)
- Vincenzo Maculani, O.P. † (13 de gener de 1642 - 18 de maig de 1643 dimití)
- Giovan Battista Foppa, C.O. † (18 de maig de 1643 - 18 de desembre de 1673 mort)
- Giuseppe Bologna † (12 de març de 1674 - 19 de febrer de 1680 dimití)
- Girolamo Gastaldi † (19 de febrer de 1680 - 8 d'abril de 1685 mort)
- Pietro Francesco Orsini, O.P. † (18 de març de 1686 - 29 de maig de 1724 elegit papa amb el nom de Benet XIII)
  - Pietro Francesco Orsini, (29 de maig de 1724 - 23 de febrer de 1730 mort) (administrador apostòlic)
- Niccolò Paolo Andrea Coscia † (23 de febrer de 1730 - 8 de gener de 1731 dimití)
- Sinibaldo Doria † (21 de maig de 1731 - 2 de desembre de 1733 mort)
- Serafino Cenci † (18 de desembre de 1733 - 24 de juny de 1740 mort)
- Francesco Landi † (18 de setembre de 1741 - 17 de gener de 1752 dimití)
- Francesco Pacca † (20 de març de 1752 - 14 de juliol de 1763 mort)
- Gianbattista Colombini, O.F.M.Conv. † (19 de desembre de 1763 - 3 de febrer de 1774 mort)
- Francesco Maria Banditi, C.R. † (29 de maig de 1775 - 27 de gener de 1796 mort)
- Domenico Spinucci † (27 de juny de 1796 - 21 de desembre de 1823 mort)
- Giovanni Battista Bussi † (3 de maig de 1824 - 31 de gener de 1844 mort)
- Domenico Carafa della Spina di Traetto † (22 de juliol de 1844 - 17 de juny de 1879 mort)
- Camillo Siciliano di Rende † (12 de maig de 1879 - 16 de maig de 1897 mort)
- Donato Maria Dell'Olio † (5 de febrer de 1898 - 18 de gener de 1902 mort)
- Benedetto Bonazzi, O.S.B. † (9 de juny de 1902 - 23 d'abril de 1915 mort)
- Alessio Ascalesi, C.Pp.S. † (9 de desembre de 1915 - 7 de març de 1924 nomenat arquebisbe de Nàpols)
- Luigi Lavitrano † (16 de juliol de 1924 - 29 de setembre de 1928 nomenat arquebisbe de Palerm)
- Adeodato Giovanni Piazza, O.C.D. † (29 de gener de 1930 - 16 de desembre de 1935 nomenat patriarca de Venècia)
- Agostino Mancinelli † (15 d'abril de 1936 - 1 de gener de 1962 mort)
- Raffaele Calabria † (1 de gener de 1962 - 24 de maig de 1982 mort)
- Carlo Minchiatti † (6 d'agost de 1982 - 25 de novembre de 1991 jubilat)
- Serafino Sprovieri (25 de novembre de 1991 - 3 de maig de 2006 jubilat)
- Andrea Mugione, des del 3 de maig de 2006

## Estadístiques
A finals del 2012, l'arxidiòcesi tenia 270.000 batejats sobre una població de 272.000 persones, equivalent al 99,3% del total.
| any  | població | població | població | sacerdots | sacerdots       | sacerdots       | sacerdots             | diaques | religiosos | religiosos | parroquies |
| ---- | -------- | -------- | -------- | --------- | --------------- | --------------- | --------------------- | ------- | ---------- | ---------- | ---------- |
| any  | batejats | total    | %        | total     | clergat secular | clergat regular | batejats por sacerdot | diaques | homes      | dones      |            |
| 1950 | 333.500  | 335.000  | 99,6     | 371       | 267             | 104             | 898                   |         | 187        | 370        | 161        |
| 1959 | 333.500  | 333.900  | 99,9     | 326       | 220             | 106             | 1.023                 |         | 180        | 435        | 163        |
| 1970 | 319.495  | 321.114  | 99,5     | 317       | 193             | 124             | 1.007                 |         | 192        | 469        | 163        |
| 1980 | 285.194  | 287.423  | 99,2     | 261       | 156             | 105             | 1.092                 |         | 129        | 377        | 165        |
| 1990 | 266.000  | 270.000  | 98,5     | 209       | 118             | 91              | 1.272                 | 3       | 119        | 208        | 120        |
| 1999 | 263.000  | 265.744  | 99,0     | 244       | 117             | 127             | 1.077                 | 16      | 210        | 320        | 117        |
| 2000 | 263.100  | 265.800  | 99,0     | 250       | 130             | 120             | 1.052                 | 18      | 197        | 324        | 116        |
| 2001 | 263.100  | 265.800  | 99,0     | 243       | 132             | 111             | 1.082                 | 19      | 186        | 314        | 116        |
| 2002 | 263.100  | 265.800  | 99,0     | 250       | 142             | 108             | 1.052                 | 19      | 179        | 291        | 116        |
| 2003 | 263.100  | 265.800  | 99,0     | 249       | 151             | 98              | 1.056                 | 20      | 150        | 280        | 116        |
| 2004 | 265.000  | 266.300  | 99,5     | 251       | 154             | 97              | 1.055                 | 20      | 150        | 280        | 116        |
| 2006 | 265.000  | 267.000  | 99,3     | 231       | 153             | 78              | 1.147                 | 32      | 116        | 249        | 116        |
| 2012 | 270.000  | 272.000  | 99,3     | 216       | 142             | 74              | 1.250                 | 46      | 116        | 250        | 117        |